# Deerfield (New Hampshire)
Pour les articles homonymes, voir Deerfield.
Deerfield est une municipalité américaine située dans le comté de Rockingham au New Hampshire. Selon le recensement de 2010, sa population est de 4 280 habitants.

## Géographie
La municipalité s'étend sur 52,21 milles carrés (135,22 km2), dont 1,32 milles carrés (3,42 km2) d'étendues d'eau.

## Histoire
Deerfield devient une municipalité indépendante de Nottingham en 1766. Elle doit probablement son nom à Deerfield, dans le Massachusetts, d'où étaient originaires plusieurs de ses premiers habitants.